# Попов, Арсений Сергеевич
Арсе́ний Серге́евич Попо́в (род. 20 марта 1983, Омск, СССР) — российский актёр театра, кино и телевидения, комик, шоумен, телеведущий, дизайнер. Участник шоу «Импровизаторы» на телеканале «СТС».

## Биография и карьера
Родился 20 марта 1983 года в Омске в семье инженеров Сергея и Татьяны Поповых. По окончании общеобразовательной школы по настоянию родителей поступил в Омский государственный университет имени Ф. М. Достоевского на экономический факультет, однако, проучившись там совсем короткий промежуток времени, понял, что хочет быть актёром, и поступил в этот же университет на факультет культуры и искусств. В 2006 году окончил курс Вадима Станиславовича Решетникова и получил диплом по специальности «Артист драматического театра и кино».
После окончания университета Арсений работал в Драматическом Лицейском театре, а также ведущим на телевидении в Омске.
В то время в Омск из Улан-Удэ переехал Театр пластической драмы «ЧелоВЕК», к которому присоединился Арсений, что в результате привело к переезду в Санкт-Петербург в 2007 году. В это время он пытается начать карьеру в кино и снимается в эпизодической роли в сериале «Литейный», а также в одном из эпизодов мелодрамы «Жена по контракту».
Вскоре он познакомился с будущим коллегой по шоу «Импровизация» Сергеем Матвиенко, в то время — актёром Театра импровизации «CraЗy». Вскоре Попову удалось стать актёром театра. Со временем Театр импровизации «CraЗy» (с основным актёрским составом: Арсений Попов — Сергей Матвиенко — Антон Захарьин) стал одним из лучших импровизационных шоу в Санкт-Петербурге.
В 2011 году Попов принял участие в шоу «Наша копилка», а в 2012 году вместе с Матвиенко участвовал в телешоу «Битва за эфир» на телеканале МУЗ-ТВ. Ни Попов, ни Матвиенко не стали победителями программы, однако дошли до финала шоу и снялись в нескольких выпусках комедийной передачи «Точка Ю».
В 2013 году, на сборе регионального «Comedy Club», деятельностью «CraЗy» заинтересовался креативный продюсер телеканала ТНТ Вячеслав Дусмухаметов. В результате переговоров труппу «CraЗy» объединили с актёрами ещё одного импровизационного коллектива — воронежского театра «Спорный вопрос», в состав которого входили будущие коллеги Попова по шоу «Импровизация» Антон Шастун и Дмитрий Позов, а также креативный продюсер шоу Станислав Шеминов.
Работа над форматом нового шоу и попытки сделать из театрального формата телевизионный заняли почти три года. После двух неудачных пилотных выпусков, ухода из состава коллектива Антона Захарьина и перехода ещё одного воронежского актёра, Андрея Андреева, в креативную команду проекта, сформировывается актёрский состав будущего шоу «Импровизация»: Дмитрий Позов, Сергей Матвиенко, Арсений Попов и Антон Шастун. 
В этом составе актёры снимаются в третьем пилотном выпуске, и в результате 5 февраля 2016 года на телеканале ТНТ состоялся первый выпуск шоу «Импровизация». Программа получила положительные отзывы зрителей и журналистов и с момента выхода стабильно держится в группе лидеров в возрастной категории от 10 до 45 лет.
Помимо работы в телепроекте Арсений занимается развитием своей актёрской карьеры. В 2019 году он снимается в клипе группы российской рэйв-поп-панк-группы Little Big «I’m OK». 13 сентября 2019 года состоялась премьера короткометражного фильма «Gypsy», в котором Арсений сыграл главную роль — Странника. 18 февраля 2021 года состоялась премьера полнометражной комедии «Хищники», где Арсений сыграл одну из главных ролей. В 2021 году запланирована премьера ещё нескольких проектов с участием Попова: полнометражного фильма «Семейный бюджет» и сериала «Последний аксель». Также Арсений снялся в сериалах «Метод Михайлова» (12 серия) и «Любовь с первого взгляда» (2 серия).

## Участие в шоу
| Год               | Название проекта | Статус                       | Платформа           |
| ----------------- | --- | ---------------------------- | ------------------- |
| 2012              | «Точка Ю» | участник                     | ТВ                  |
| 2012              | «Битва за эфир» (1 — 4, 21 — 28 выпуски)                                                                               | участник                     | ТВ                  |
| 2016 — 05.12.2022 | «Импровизация» | участник                     | ТВ                  |
| 2016 — 2018       | «Comedy Club» (12 сезон 35 выпуск; 13 сезон 30 выпуск; 14 сезон 33 выпуск; новогодние выпуски «Karaoke Star»           | участник, приглашённый гость | ТВ                  |
| 2016 — 2017       | «Pozov Rec» | участник                     | YouTube             |
| 2016 — 2020       | «Где логика?» (2 сезон 19 выпуск; 3 сезон 11, 32 выпуски; 4 сезон 1 выпуск; 5 сезон 21, 35 выпуски; 6 сезон 26 выпуск) | приглашённый гость           | ТВ                  |
| 2017              | «Такое кино!» (3 сезон 47 серия)                                                                                       | приглашённый гость           | ТВ                  |
| 2017 — 2020       | «Студия СОЮЗ» (1 сезон 12, 22, 2 сезон 16, 3 сезон 2, 4 сезон 3 выпуски)                                               | приглашённый гость           | ТВ                  |
| 2017              | «Хлеб для взрослых» | участник                     | YouTube             |
| 2017              | «Виртуальные ужасы с Импровизацией»                                                                                    | приглашённый гость           | YouTube             |
| 2018              | «Навали в ухо» (1 выпуск)                                                                                              | приглашённый гость           | YouTube             |
| 2019              | «Что у тебя в голове?» (1 выпуск)                                                                                      | приглашённый гость           | YouTube             |
| 2019              | «Ночной контакт» | приглашённый гость           | YouTube             |
| 2019              | «Пятница с Региной» | приглашённый гость           | YouTube             |
| 2019              | «AGENTSHOW» | приглашённый гость           | YouTube             |
| 2019              | «Я так думаю» (1 выпуск)                                                                                               | приглашённый гость           | YouTube             |
| 2019              | «Просто Тата 2.0 MTV»                                                                                                  | приглашённый гость           | YouTube             |
| 2019              | «Автофизкультурники»                                                                                                   | приглашённый гость           | YouTube             |
| 2019              | «Вопросы взрослому» | приглашённый гость           | YouTube             |
| 2019 — 2020       | «Бар в большом городе» (23, 48 выпуски)                                                                                | приглашённый гость           | YouTube             |
| 2019 — н.в.       | «ИМПРОВИЗАЦИЯ ВЛОГ» | участник                     | YouTube             |
| 2019              | «Большой завтрак» (2 сезон 27 выпуск)                                                                                  | приглашённый гость           | ТВ                  |
| 2019              | «Макаёнка9» | приглашённый гость           | ТВ                  |
| 2020              | «Вопросы взрослому» | приглашённый гость           | YouTube             |
| 2020              | «Иван Иванов заходил вчера» (11 выпуск)                                                                                | приглашённый гость           | YouTube             |
| 2020              | «Время от времени» (12 выпуск)                                                                                         | приглашённый гость           | YouTube             |
| 2020              | «Плохие песни» (17 выпуск)                                                                                             | приглашённый гость           | YouTube             |
| 2020              | «Скрепка» (8 выпуск)                                                                                                   | приглашённый гость           | YouTube             |
| 2020              | «Зарядка с Ляйсан Утяшевой»                                                                                            | приглашённый гость           | YouTube             |
| 2020              | «Камень Ножницы Бумага»                                                                                                | приглашённый гость           | YouTube             |
| 2020              | «Контакты» (новогодний выпуск)                                                                                         | приглашённый гость           | YouTube             |
| 2020              | «Бой с герлс» (1 сезон 4 выпуск, 2 сезон 3 выпуск)                                                                     | приглашённый гость           | ТВ                  |
| 2020              | «ТНТ против коронавируса»                                                                                              | приглашённый гость           | ТВ                  |
| 2020 — н.в.       | «PRE-ПЯТНИЦА с Арсением Поповым»                                                                                       | ведущий                      | Instagram           |
| 2020 — 2022       | «Импровизация. Команды»                                                                                                | член жюри                    | ТВ                  |
| 2021              | «Двое на миллион» (2 сезон 3 выпуск)                                                                                   | приглашённый гость           | ТВ                  |
| 2021              | «Музыкальная интуиция» (1 сезон 10 выпуск, 11 выпуск)                                                                  | приглашённый гость           | ТВ                  |
| 2021              | «Петя любит выпить» | приглашённый гость           | YouTube             |
| 2021 - н.в.       | «Громкий вопрос» | участник                     | YouTube             |
| 2021              | «Кажется, нащупал» (Кликклак vs. Импровизация)                                                                         | приглашённый гость           |                     |
| 2022 - н.в.       | «Шоу Истории» | Участник                     | VK                  |
| 2022              | «Музыкальная Интуиция» 2 сезон 11 серия                                                                                | приглашённый гость           |                     |
| 2023 - н.в.       | Импровизаторы | участник                     | ТВ                  |
| 2023              | «Шоу из шоу» (вышел в эфир в 2024)                                                                                     | ведущий                      | ТВ, YouTube, Rutube |
| 2023              | Тейбл-тайм | участник                     | VK видео            |
| 2023              | ЧДКИ | участник                     | VK видео            |
| 2023              | Тейбл-тайм 2 | участник                     | VK видео            |
| 2023              | Джем | участник                     | VK видео            |
| 2024              | Тейбл-тайм 3 | участник                     | VK видео            |
| 2024              | Тейбл-тайм 4 | участник                     | VK видео            |
| 2025              | Тейбл-тайм 5 | участник                     | VK видео            |

## Фильмография
| Год  |   | Название                 | Роль                      |
| ---- | - | ------------------------ | ------------------------- |
| 2007 | с | Сеть                     | Имя персонажа не указано  |
| 2007 | с | Литейный                 | бандит                    |
| 2008 | ф | Жена по контракту        | бармен                    |
| 2011 | с | Retrum                   | эпизодическая роль        |
| 2019 | ф | Gypsy                    | странник                  |
| 2020 | ф | Хищники                  | Герман                    |
| 2021 | с | Метод Михайлова          | Игорь (12 серия)          |
| 2021 | с | Последний аксель         | Леонид Виноградов, тренер |
| 2021 | ф | Семейный бюджет          | Игнат                     |
| 2021 | с | Любовь с первого взгляда | Александр                 |
| 2023 | ф | До рассвета              | Виктор                    |
| 2024 | ф | Одна дома                | консьерж                  |
| 2025 | ф | В поиске призраков       | Макс                      |
| 2025 | ф | Последний день рождения  | Денис                     |

## Съёмки в клипах
| Год  | Исполнитель | Клип   |
| ---- | ----------- | ------ |
| 2019 | Little Big  | I’m Ok |